# تاریخ‌گرایی

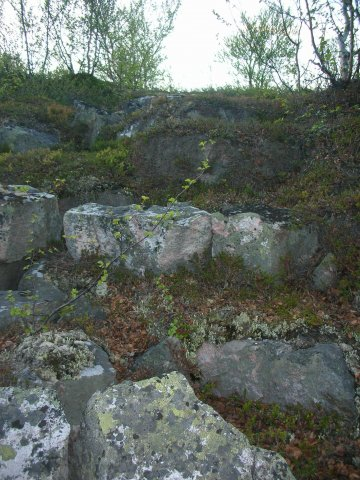
تاریخ‌گرایی

تاریخ‌گرایی (به انگلیسی: Historicism) یک رویکرد به تبیین وجود پدیده‌های به‌ویژه اجتماعی و فرهنگی (از جمله ایده‌ها و باورها) است که با مطالعه تاریخ آن‌ها و بررسی فرایند پیدایش آنها بیان می‌شود. این واژه به‌طور گسترده در فلسفه، انسان‌شناسی و جامعه‌شناسی استفاده می‌شود.
Historicism در فارسی به تاریخی‌گری، تاریخ‌گرایی، تاریخیت، اصالت تاریخ، تاریخ نگری، تاریخ باوری، تاریخ پرستی ترجمه شده‌است.